# Johann Friedrich Frey

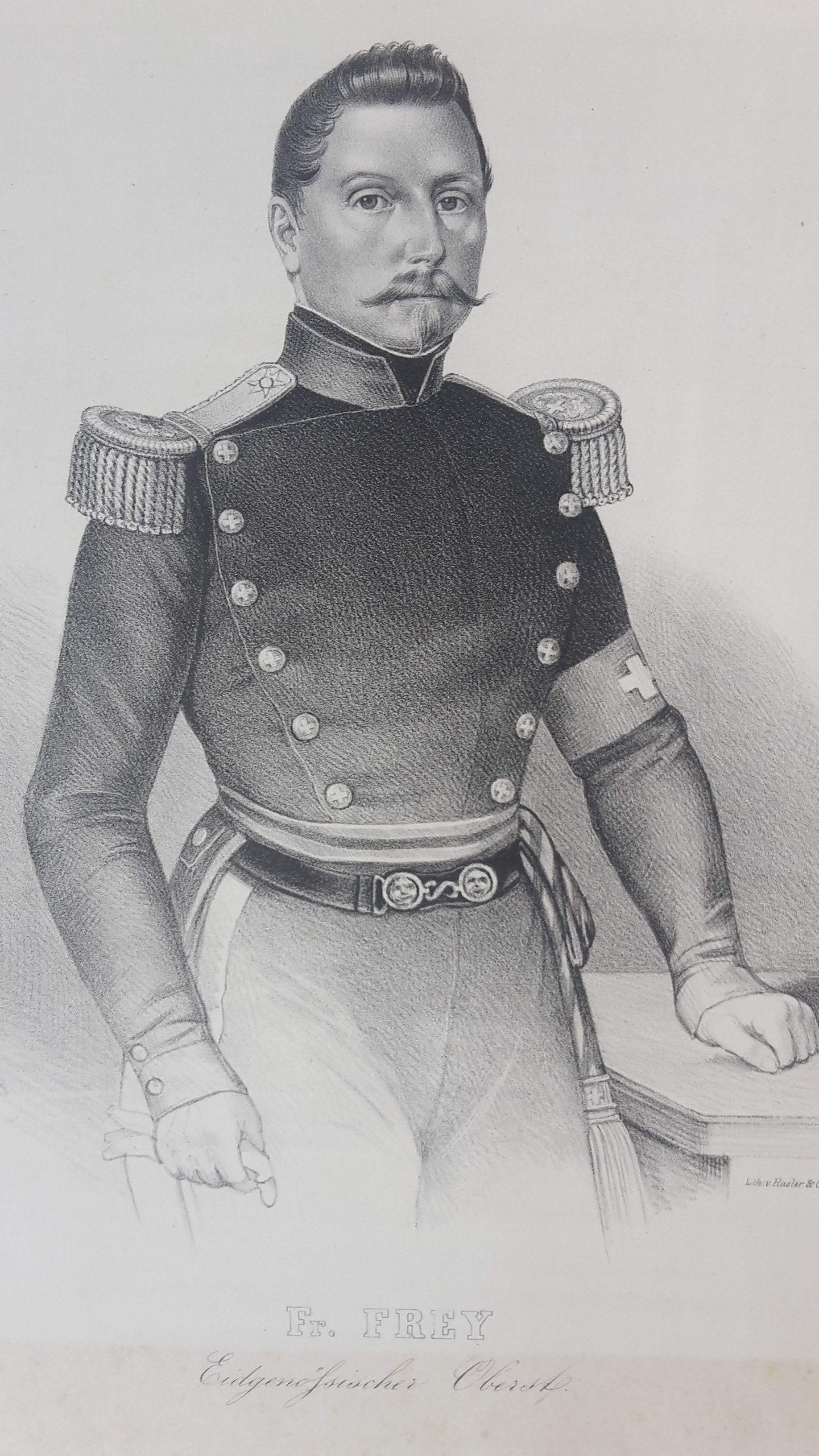
Johann Friedrich Frey

Johann Friedrich Frey (* 20. Januar 1800 in Brugg; † 17. April 1884 ebenda) war Bezirksamtmann von Brugg, eidgenössischer Oberst und Generaladjutant.

## Leben

### Militär
Mit 16 Jahren trat Frey, Sohn des Johannes und der Anna Meier geb. Bart sowie Enkel des letzten Brugger Schultheissen Johannes Frey (1740–1815), in den niederländischen Militärdienst ein. Im Jahr 1816 erfolgte der Eintritt in das Schweizerregiment Nr. 30 von Ziegler. Er wurde rasch befördert und erreichte im Jahr 1827 den Grad des Oberleutnants. Im Jahr 1829 wurden die Schweizerregimenter aufgehoben und er musste den Dienst quittieren. Später kehrte er in die Schweiz zurück.
Im Jahr 1830 wurde er zum aargauischen Hauptmann ernannt und im folgenden Jahr zum Major. In Aarau wurde er Chef der Infanterieinstruktion und Landjägerchef. In den 1830er Jahren war er Platzkommandant von Aarau. Im Jahr 1835 war er Oberkommandant der aargauischen Truppen im Freiamt, als es dort wegen der Badener Artikel zu Unruhen kam. Als im Jahr 1838 wegen Prinz Louis Napoleon, dem späteren Kaiser Napoleon III., kriegerische Verwicklungen mit Frankreich drohten, tat Frey als Kommandant des vierten eidgenössischen Elitebataillons im Baselland Dienst. Im Jahr 1841 wurde er zuerst zum kantonalen und im gleichen Jahr zum eidgenössischen Obersten, dem damals höchsten Dienstgrad der Schweizer Armee in Friedenszeiten, befördert. Im Sonderbundskrieg kommandierte er die zweite Brigade der zweiten Division in den Kantonen Freiburg, Luzern und Uri.
Er diente von 1850 bis 1853 als Inspektor der Infanterie und der Scharfschützen in den Kantonen Schaffhausen und Thurgau. Im Jahr 1857 wurde er bei Anlass des Konflikts mit Preussen («Neuenburgerhandel») zum Generaladjutanten und zum eidgenössischen Oberst mit Ehrenberechtigung ernannt und mit der Inspektion der Kavallerieschulen beauftragt. Im Jahr 1860 quittierte er den Dienst.

### Politische Ämter
Im Jahr 1831 war Frey Amtsstatthalter des Bezirks Brugg, ein Jahr später avancierte er zum Bezirksamtmann, welches Amt er bis 1856 bekleidete. Ferner trat er im Jahr 1832 dem Bezirksschulrat bei, den er von 1832 bis 1852 sechs Mal präsidierte. Zwischen 1835 und 1842 war er Mitglied und mehrmals Vizepräsident des Kantonskriegsgerichts. Dem Grossen Rat gehörte er zunächst als Vertreter des Kreises Windisch und in den Jahren von 1856 bis 1872 als Vertreter des Kreises Brugg an. Er war zudem von 1858 bis 1860 Stadtammann von Brugg.